# Kenny B
Kenneth Bron (* 1. November 1961 in Paramaribo, Suriname) ist ein surinamischer Sänger. Er veröffentlicht Musik unter dem Namen Kenny B. Vor seiner Zeit als Musiker war Bron im surinamischen Militär tätig.

## Kindheit und Jugend
Kenneth Bron wuchs in der surinamischen Hauptstadt Paramaribo auf. Seine Familie gehört zu Maroon-Nachfahren, weshalb er rassistisch motiviert in seiner Jugend häufig ausgegrenzt und geärgert wurde. Als Bron elf Jahre alt war, schieden sich seine Eltern und er kam in ein Internat. Nach seinem Schulabschluss wurde Bron Sänger seiner ersten Band mit dem Namen Fransisco.

## Militär
Im Jahr 1980 trat Bron in die surinamische Armee ein, machte aber weiterhin Musik. Während seiner Zeit im Militär traf er auf den surinamischen Juristen Chas Mijnals, der es Bron möglich machte, Politik zu studieren.
1986 verließ Bron das Militär und arbeitete zunächst als stellvertretender Direktor in der Holzfirma seines Vaters. Aufgrund des Ausbruchs eines Bürgerkriegs in Suriname musste der Betrieb aufgegeben werden. Bron war an den Friedensverhandlungen beteiligt, die im Jahr 1991 erfolgreich beendet werden konnten. Im selben Jahr zog er in die Niederlande um und ist seitdem nicht mehr in der Politik aktiv gewesen.

## Karriere als Sänger
Bron orientiert sich an Reggae- und Dancehallmusik. Musikalisch wird er hauptsächlich von Bob Marley beeinflusst. Er veröffentlichte bis 2014 Musik in englischer, surinamischer und aukanischer Sprache. In Suriname waren mehrere seiner Titel die Charts, mit A Sama hielt er sich drei Wochen auf Platz eins.
Anfang 2015 veröffentlichte Bron unter dem Namen Kenny B mit Als je gaat (Deutsch: Wenn du gehst) erstmals eine niederländische Single. Der Durchbruch auf Niederländisch gelang Kenny B mit Parijs (deutsch: Paris). Der Titel hielt sich von Mitte April bis Anfang Juni 2015 auf Platz eins der niederländischen Singlecharts.
In Flandern, dem niederländischsprechenden Teil Belgiens, erreichte Parijs als Höchstplatzierung Platz 12 im Mai 2015. Kenny B trat neben Suriname und den Niederlanden bereits in Belgien, Griechenland, Finnland, Ungarn und Deutschland auf.